# 749

## Události
Česko
Svět
- 20. listopad – Abú-l-Abbás přijal hold jako chalífa.

## Hlavy států
- Papež – Zachariáš
- Byzanc – Konstantin V. Kopronymos
- Franská říše – Childerich III. (743–751)
  - Neustrie – Pipin III. Krátký (majordomus) (741–751)
  - Austrasie – Pipin III. Krátký (majordomus) (747–751)
- Anglie
  - Wessex – Cuthred
  - Essex – Svvithred
  - Mercie – Æthelbald
- První bulharská říše – Sevar